# WE ARE HAPPY WOMEN
〈WE ARE HAPPY WOMEN〉是日本歌手倉木麻衣的數碼單曲，於2018年3月2日發行。

## 概要
- 2018年3月三週連續發行數碼單曲之中的第一彈作品，為倉木本人參與的支持女性人生規劃的「HAPPY WOMAN PROJECT」企劃主題曲[2]。
- 歌曲是一首明亮歡快的流行作品，並洋溢著春天的清爽感[3]。
- 2018年3月4日，倉木在惠比壽花園廣場舉辦的活動「HAPPY WOMAN CEREMONY」上首次現場演唱歌曲[4]。

## 歌曲列表
| 線上下載 | 線上下載           | 線上下載 | 線上下載 | 線上下載 | 線上下載 |
| 曲序     | 曲目               |          | 作曲     | 编曲     | 时长     |
| -------- | ------------------ | -------- | -------- | -------- | -------- |
| 1.       | WE ARE HAPPY WOMEN | 倉木麻衣 | 大野愛果 | 德永曉人 | 4:07     |

## 資料來源
1. ↑  . Billboard Japan. 2018-03-07  [2023-05-14]. （原始内容存档于2024-03-21） （日语）.
2. ↑  . . 2018-02-27  [2023-05-14]. （原始内容存档于2024-03-21） （日语）.
3. ↑  . Barks. 2018-02-07  [2023-05-14]. （原始内容存档于2023-10-30） （日语）.
4. ↑  . Real Sound. 2018-03-04  [2022-01-14]. （原始内容存档于2024-03-21） （日语）.